# Manolo Portanova
Manolo Portanova (Napoli, 2 giugno 2000) è un calciatore italiano, centrocampista della Reggiana.

## Biografia
È figlio dell'ex calciatore Daniele Portanova.

## Caratteristiche tecniche
Di ruolo centrocampista, è un giocatore di qualità, dotato di una buona corsa ed una buona fisicità. Può ricoprire il ruolo sia di esterno sia di trequartista ed è abile anche in fase realizzativa.

## Carriera

### Club

#### Giovanili
Portanova è un calciatore proveniente dalle giovanili della Lazio, in cui ha militato dall'estate del 2015, iniziando a giocare per la squadra Under 19 nella stagione 2016-2017.

#### Juventus
Nel luglio 2017, a 17 anni, si trasferisce alla Juventus, con la quale per due stagioni gioca in Primavera disputando anche la UEFA Youth League.
Nella stagione 2018-2019 viene aggregato alla Juventus U23, con la quale il 30 marzo 2019 esordisce tra i professionisti in Serie C, in una partita contro la Pistoiese, sostituendo Luca Zanimacchia al 76'. Il successivo 26 maggio 2019, poco prima di compiere 19 anni, l'allenatore Massimiliano Allegri lo fa esordire in Serie A nell'ultima partita della stagione, persa per 2-0 contro la Sampdoria a Genova, facendolo entrare nel secondo tempo al posto di Emre Can. Durante la partita, ha fatto un assist per un gol di Moise Kean, annullato poi per fuorigioco.
La stagione successiva è impiegato con la Juventus U23 in Serie C, con la quale vince anche la Coppa Italia Serie C.
All'inizio della stagione 2020-2021 viene inserito nella prima squadra della Juventus diretta da Andrea Pirlo e ottiene 2 presenze in Serie A e una in Coppa Italia fino al gennaio 2021.

#### Genoa e prestito alla Reggiana
Il 29 gennaio 2021 viene ceduto al Genoa per 10 milioni di euro, ma ottiene solamente 3 presenze in campionato. 
Trova più spazio nella stagione 2021-2022 e il 18 marzo 2022 mette a segno la sua prima rete in Serie A, realizzando il gol della vittoria dei grifoni per 1-0 ai danni del Torino.
Dopo aver collezionato 12 presenze e un gol nella stagione successiva in Serie B, il giocatore, inizialmente convocato per l'incontro dell'8 dicembre contro il Südtirol, viene messo fuori rosa dopo la condanna in primo grado a sei anni di reclusione per violenza sessuale.
Il 18 luglio 2023 viene trovato l'accordo per la cessione in prestito alla Reggiana, club neopromosso in Serie B. Il trasferimento viene ufficializzato il 3 agosto seguente.Il 6 agosto segna le sue prime reti con la nuova maglia, nel successo per 6-2 sul Pescara nel turno preliminare di Coppa Italia, segnando una doppietta. Il 16 settembre va a segno anche nel campionato di serie B, segnando il parziale 2-0 alla Cremonese, nella gara poi conclusa sul 2-2.  
Rientrato in Liguria, l'8 agosto 2024 torna nuovamente in prestito biennale agli emiliani.

### Nazionale
Con la nazionale Under-17 nel 2017 ha preso parte all'Europeo di categoria e con la nazionale Under-19 ha preso parte all'Europeo di categoria nel 2019.
Esordisce con la nazionale Under-21 il 13 ottobre 2020, subentrando nella partita di qualificazione vinta per 2-0 contro l'Irlanda a Pisa.

## Procedimenti giudiziari
Il 10 giugno 2021 Portanova è stato sottoposto alla misura cautelare degli arresti domiciliari, tornando in libertà dopo un mese. Il calciatore è stato accusato, insieme al fratello William (allora minorenne), al cugino e a un amico, di violenza sessuale di gruppo, avvenuta in un appartamento di Siena, nei confronti di una ragazza di vent'anni che Manolo aveva appena conosciuto. Il 28 marzo 2022 il Procuratore della Repubblica facente funzioni del Tribunale di Siena, Nicola Marini, ha chiesto il rinvio a giudizio di Portanova.
Nel settembre del 2022 durante l'udienza preliminare, il legale del giocatore ha chiesto e ottenuto il giudizio abbreviato, presentando anche un'offerta ufficiale di risarcimento per danni morali alle controparti della difesa, che hanno poi deciso di rifiutare la proposta. Portanova però si è sempre dichiarato innocente.
Il 6 dicembre 2022, Portanova è stato condannato in primo grado a sei anni di reclusione, nonché ad una provvisionale di 130.000 euro, divisa fra la vittima (100.000 euro), la madre della ragazza (20.000 euro) e l'associazione Donna chiama Donna di Siena, costituitasi parte civile nel processo (10.000 euro).
Il 19 gennaio 2024 il Collegio di Garanzia del CONI ha respinto la richiesta radiazione o in subordine cinque anni di squalifica rinviando la causa alla Corte d'Appello della FIGC. Quest’ultima il 13 marzo seguente ha sospeso il giudizio sul giocatore "sino alla formazione del giudicato in sede penale".

## Statistiche

### Presenze e reti nei club
Statistiche aggiornate al 13 maggio 2025.
| Stagione            | Squadra             | Campionato          | Campionato | Campionato | Coppe nazionali | Coppe nazionali | Coppe nazionali | Coppe continentali | Coppe continentali | Coppe continentali | Altre coppe | Altre coppe | Altre coppe | Totale | Totale |
| Stagione            | Squadra             | Comp                | Pres       | Reti       | Comp            | Pres            | Reti            | Comp               | Pres               | Reti               | Comp        | Pres        | Reti        | Pres   | Reti   |
| ------------------- | ------------------- | ------------------- | ---------- | ---------- | --------------- | --------------- | --------------- | ------------------ | ------------------ | ------------------ | ----------- | ----------- | ----------- | ------ | ------ |
| 2018-2019           | Juventus U23        | C                   | 3          | 0          | CI-C            | 0               | 0               | -                  | -                  | -                  | -           | -           | -           | 3      | 0      |
| 2018-2019           | Juventus            | A                   | 1          | 0          | CI              | 0               | 0               | UCL                | 0                  | 0                  | SI          | 0           | 0           | 1      | 0      |
| 2019-2020           | Juventus U23        | C                   | 21+2       | 0          | CI-C            | 4               | 0               | -                  | -                  | -                  | -           | -           | -           | 27     | 0      |
| Totale Juventus U23 | Totale Juventus U23 | Totale Juventus U23 | 24+2       | 0          | -               | 4               | 0               | -                  | -                  | -                  | -           | -           | -           | 30     | 0      |
| 2020-gen. 2021      | Juventus            | A                   | 2          | 0          | CI              | 1               | 0               | UCL                | 0                  | 0                  | SI          | 0           | 0           | 3      | 0      |
| Totale Juventus     | Totale Juventus     | Totale Juventus     | 3          | 0          | -               | 1               | 0               | -                  | 0                  | 0                  | -           | 0           | 0           | 4      | 0      |
| gen.-giu. 2021      | Genoa               | A                   | 3          | 0          | CI              | -               | -               | -                  | -                  | -                  | -           | -           | -           | 3      | 0      |
| 2021-2022           | Genoa               | A                   | 24         | 1          | CI              | 2               | 0               | -                  | -                  | -                  | -           | -           | -           | 26     | 1      |
| 2022-2023           | Genoa               | B                   | 12         | 1          | CI              | 2               | 0               | -                  | -                  | -                  | -           | -           | -           | 14     | 1      |
| Totale Genoa        | Totale Genoa        | Totale Genoa        | 39         | 2          | -               | 4               | 0               | -                  | -                  | -                  | -           | -           | -           | 43     | 2      |
| 2023-2024           | Reggiana            | B                   | 36         | 5          | CI              | 3               | 2               | -                  | -                  | -                  | -           | -           | -           | 39     | 7      |
| 2024-2025           | Reggiana            | B                   | 36         | 8          | CI              | 0               | 0               | -                  | -                  | -                  | -           | -           | -           | 36     | 8      |
| Totale Reggiana     | Totale Reggiana     | Totale Reggiana     | 72         | 13         | -               | 3               | 2               | -                  | -                  | -                  | -           | -           | -           | 75     | 15     |
| Totale carriera     | Totale carriera     | Totale carriera     | 138+2      | 15         | -               | 12              | 2               | -                  | 0                  | 0                  | -           | 0           | 0           | 152    | 17     |

### Cronologia presenze e reti in nazionale
| Cronologia completa delle presenze e delle reti in nazionale ― Italia under 21 | Cronologia completa delle presenze e delle reti in nazionale ― Italia under 21 | Cronologia completa delle presenze e delle reti in nazionale ― Italia under 21 | Cronologia completa delle presenze e delle reti in nazionale ― Italia under 21 | Cronologia completa delle presenze e delle reti in nazionale ― Italia under 21 | Cronologia completa delle presenze e delle reti in nazionale ― Italia under 21 | Cronologia completa delle presenze e delle reti in nazionale ― Italia under 21 | Cronologia completa delle presenze e delle reti in nazionale ― Italia under 21 |
| Data                                                                           | Città                                                                          | In casa                                                                        | Risultato                                                                      | Ospiti                                                                         | Competizione                                                                   | Reti                                                                           | Note                                                                           |
| ------------------------------------------------------------------------------ | ------------------------------------------------------------------------------ | ------------------------------------------------------------------------------ | ------------------------------------------------------------------------------ | ------------------------------------------------------------------------------ | ------------------------------------------------------------------------------ | ------------------------------------------------------------------------------ | ------------------------------------------------------------------------------ |
| 13-10-2020                                                                     | Pisa                                                                           | Italia under 21                                                                | 2 – 0                                                                          | Irlanda under 21                                                               | Qual. Europeo Under-21 2021                                                    | -                                                                              | 46’                                                                            |
| 25-3-2022                                                                      | Podgorica                                                                      | Montenegro under 21                                                            | 1 – 1                                                                          | Italia under 21                                                                | Qual. Europeo Under-21 2023                                                    | -                                                                              |                                                                                |
| 29-3-2022                                                                      | Trieste                                                                        | Italia under 21                                                                | 1 – 0                                                                          | Bosnia ed Erzegovina under 21                                                  | Qual. Europeo Under-21 2023                                                    | -                                                                              | 87’                                                                            |
| Totale                                                                         |                                                                                | Presenze                                                                       | 3                                                                              |                                                                                | Reti                                                                           | 0                                                                              |                                                                                |